# Frente de Aragón

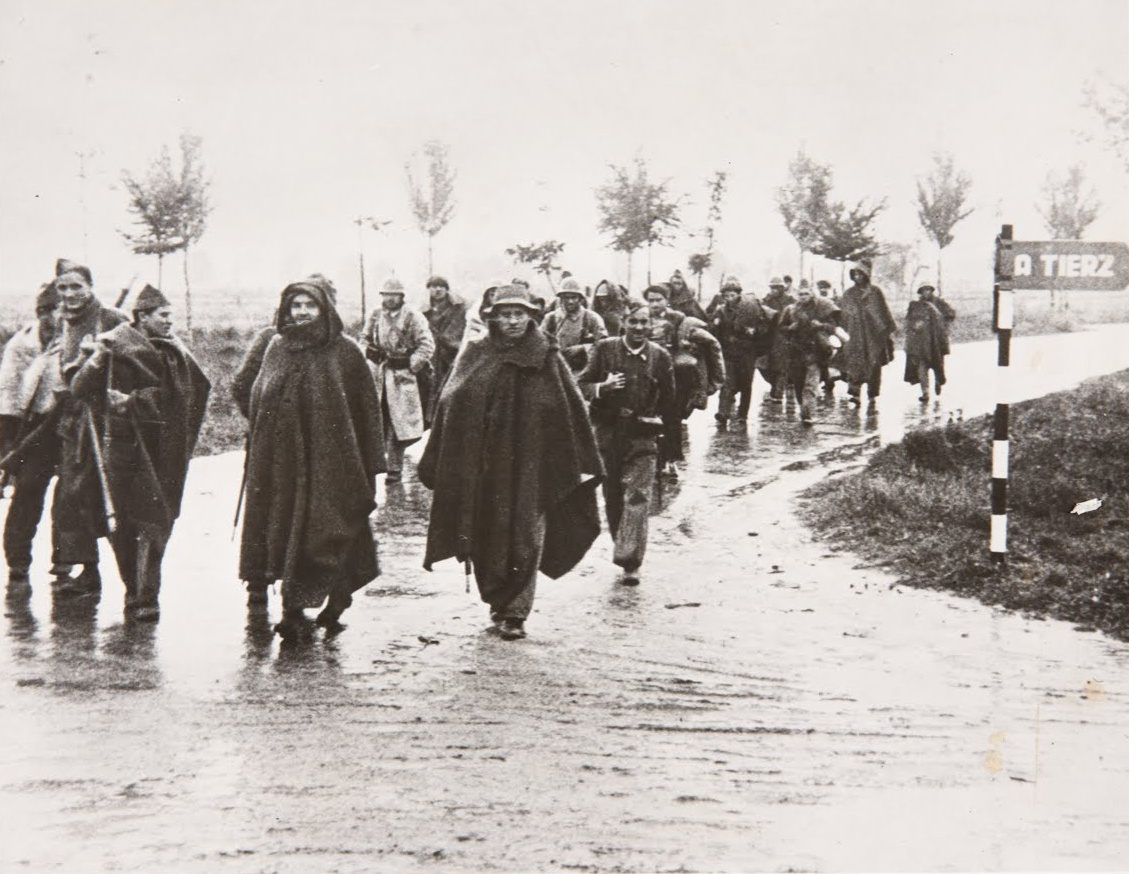
Tropas republicanas en una carretera de la retaguardia del Frente de Aragón.

El Frente de Aragón es un término empleado por la historiografía para referirse al teatro de operaciones que existió en esta región durante la guerra civil española. Técnicamente existió desde julio de 1936 hasta la primavera de 1938, cuando la Ofensiva de Aragón provocó la retirada del Ejército Republicano del territorio.

## Historia

### Establecimiento del frente

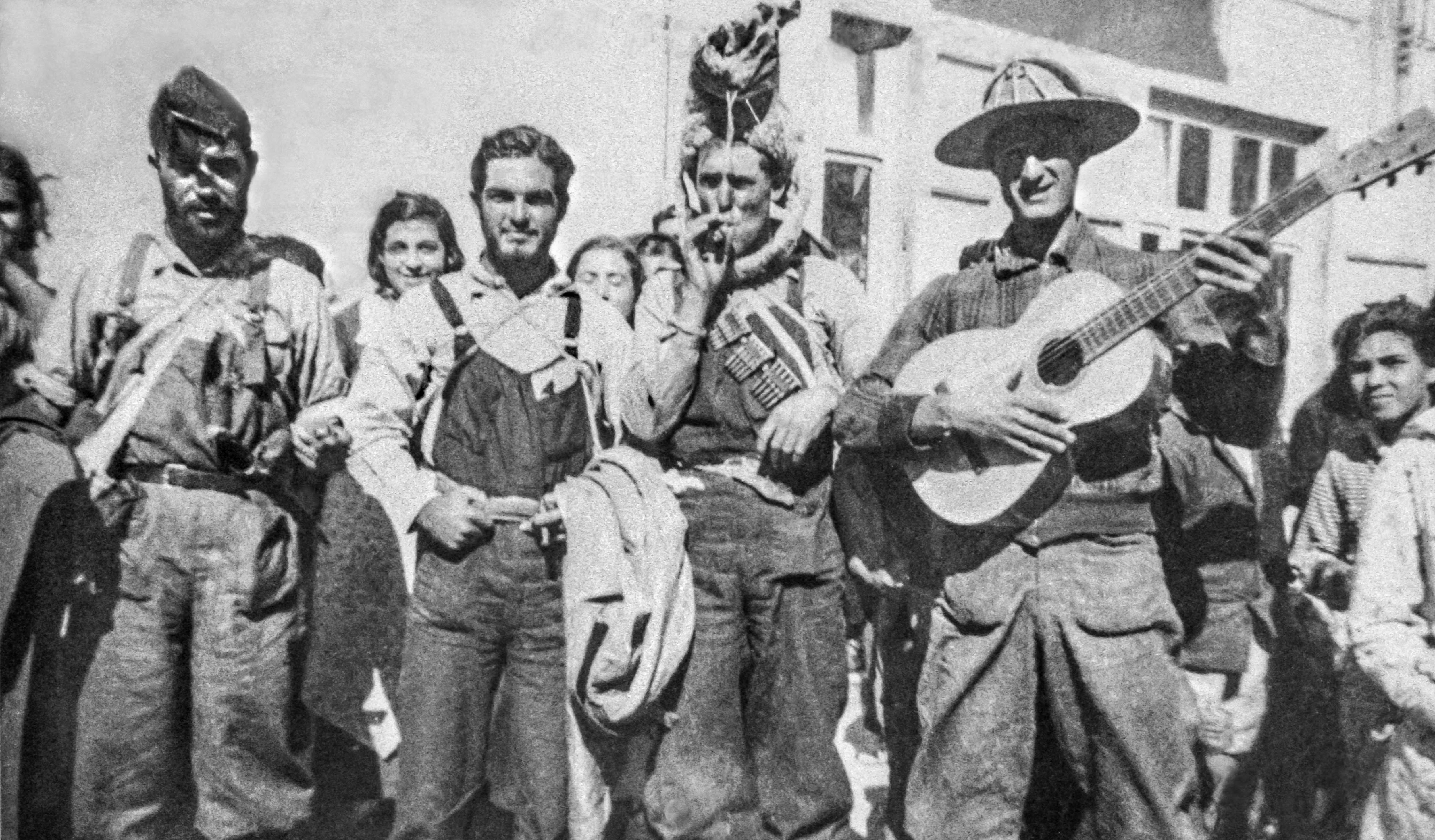
Milicianos del Frente de Aragón de permiso, 1936. A la derecha, con guitarra, Fred Mulders

Durante el golpe de Estado en España de julio de 1936, el único general jefe de División Orgánica que estaba comprometido claramente con el levantamiento era Miguel Cabanellas que encabeza la V División Orgánica con su cuartel general en Zaragoza. El 18 de julio el general Cabanellas ordena la detención de muchos dirigentes de los partidos republicanos y las organizaciones obreras (aunque algunos consiguieron escapar) para desactivar la posible resistencia obrera y popular al golpe, que finalmente consuma en la madrugada del día siguiente, domingo 19 de julio, al proclamar el estado de guerra y conseguir la adhesión a la insurrección de la guardia civil y de la guardia de asalto. En el resto de las poblaciones importantes sólo Jaca ofrece resistencia al golpe gracias a un grupo de guardias civiles leales, mientras que las otras dos capitales aragonesas, Huesca y Teruel, también caen bajo el control de los sublevados. Así Aragón queda dividida en dos franjas norte-sur, una occidental dentro de la zona sublevada y otra oriental que los sublevados no logran controlar y que permanecerá en la zona republicana, gracias a que, una vez sofocada la sublevación en Cataluña, desde allí salen diversas columnas, en su mayoría integradas por milicianos de la CNT, para intentar recuperar Aragón y fundamentalmente Jaca, Huesca y Zaragoza. Una línea que permaneció más o menos estable hasta finales de 1937, que iba desde la cuenca del Alfambra y del Aguas Vivas, en el sur, por la Sierra de Alcubierre y los llanos de la Violada hasta el Pirineo, tomando como divisoria la línea del Gállego en su tramo superior.
En el territorio aragonés que las milicias anarcosindicalistas fueron ocupando pronto se organizó una entidad autónoma, el Consejo Regional de Defensa de Aragón, que organizó numerosas colectividades agrarias.
A pesar de algunas operaciones militares emprendidas por las columnas anarcosindicalistas, el frente de combate permaneció estabilizado durante el invierno 1936-1937 con algunas pequeñas variaciones territoriales. Durante las llamadas "Jornadas de Mayo", en Aragón unidades de la 26.ª División anarquista se fueron concentrando en Barbastro con la intención de marchar sobre la capital catalana, aunque al final permanecieron en sus posiciones Pero las divisiones 28.ª y 29.ª (esta última del POUM) sopesaron la opción de abandonar el frente hasta que el comandante de la aviación republicana en Aragón las amenazó con bombardearlas.

### Ofensivas republicanas

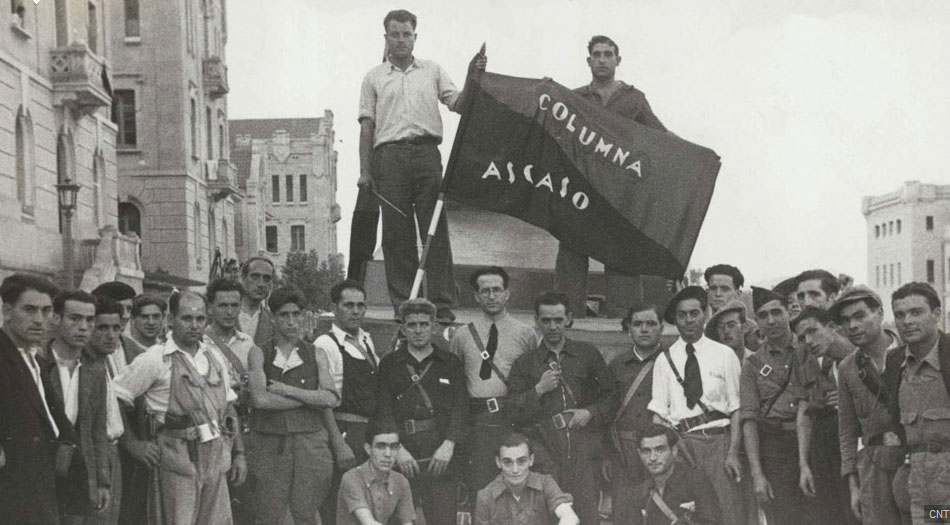
Milicianos de la Columna Ascaso en julio de 1936, antes de partir al Frente de Aragón desde Barcelona.

Después de los disturbios de Barcelona, el gobierno republicano terminó de implantar la militarización forzosa de las milicias y las reorganizó en el Ejército del Este bajo el mando del General Pozas. Como estrategia de distracción de las fuerzas del Ejército Franquista en su Campaña del Norte, los republicanos emprendieron varias operaciones militares en este frente: Durante el mes de junio fue lanzada la Ofensiva de Huesca, que pretendía la toma de esta capital de provincia que desde el comienzo de la guerra se hallaba sitiada por las milicias anarcosindicalistas. Los republicanos, que disponían de una superioridad numérica frente a los sublevados, sufrieron 1000 bajas en dos semanas y fracasaron completamente.
Después de la Batalla de Brunete y la disolución del Consejo Regional de Defensa de Aragón, los republicanos lanzaron una gran ofensiva con la intención de capturar la capital aragonesa y de aliviar la situación de los republicanos durante la Batalla de Santander. La madrugada del 24 de agosto los republicanos atacaron el frente enemigo de 100 km con penetraciones en 8 puntos distintos, logrando penetrarlo y dejando aisladas algunas localidades (Belchite, Quinto, Codo). Sin embargo Santander caía en manos sublevadas el 27 de agosto y el 1 de septiembre los avances republicanos se habían detenido ante la llegada de refuerzos franquistas, sin haber conseguido capturar Zaragoza. Fracasada la ofensiva, los republicanos se concentraron en la batalla por conquistar Belchite (localidad que cayó el 4 de septiembre) y tras algunas acciones aisladas en el mes de octubre, el frente quedó estabilizado. Antes de finalizar septiembre las tropas del Ejército del Este lanzaron la Ofensiva de Biescas, un ataque en la comarca oscense de Alto Gállego que pretendía capturar la localidad de Biescas y posteriormente intentar alcanzar Jaca. Los combates se alargaran hasta comienzos de noviembre, tras quedar agotados ambos contendientes y quedar en empate.
En diciembre el Ejército republicano lanzó una nueva ofensiva, esta vez en Teruel, con la intención de evitar una ofensiva franquista sobre Madrid. En lo que acabó siendo conocido como la "Batalla de Teruel", los republicanos cercaron la ciudad el 17 de diciembre, y desde el día 22 mantienen combates por toda la urbe con la guarnición sublevada. A pesar de los intentos franquistas para romper el cerco, el 7 de enero de 1938 se rindieron los defensores. Los combates en torno a la destrozada ciudad se alargarán durante semanas, hasta que el 22 de febrero la capital turolense vuelve a la zona sublevada. Ambos contendientes sufrieron graves bajas y numerosas pérdidas materiales, pero el Ejército Popular quedó muy quebrantado para las próximas operaciones.

### La ofensiva de Aragón
El 7 de marzo de 1938 unidades del Ejército franquista rompían el frente republicano en Aragón, comenzando una ofensiva de grandes proporciones. El día 15 las vanguardias "nacionales" habían alcanzado las afueras de Caspe, mientras que el 22 caían todas las posiciones republicanas entre Zaragoza y Huesca, y comenzaba un nuevo avance de mayor dimensión. El parte de guerra franquista afirmaba que se había conquistado la sierra de Gratal, situada en las primeras estribaciones de los Pirineos, y próxima a la cuenca del río Gállego.
A pesar de la resistencia de algunas unidades republicanas, el Ejército del Este se deshizo durante la ofensiva franquista y se retiró precipitadamente hacia Cataluña. El 3 de abril las tropas del Cuerpo de Ejército Marroquí de Juan Yagüe finalizaban la conquista de Lérida, mientras que la 43.ª División, con Antonio Beltrán Casaña «El Esquinazau» al frente, quedaba aislada en la Bolsa de Bielsa. Estas tropas mantuvieron la resistencia en una pequeña porción territorial hasta el mes de junio, cuando hubieron de retirarse a la Frontera francesa.